# Rocky Harbour
Rocky Harbour is een gemeente (town) in de Canadese provincie Newfoundland en Labrador. De gemeente ligt aan de westkust van het eiland Newfoundland en is een toeristische plaats aan de rand van het Nationaal Park Gros Morne.

## Geschiedenis
In 1966 werd het dorp een gemeente met het statuut van local government community (LGC). In 1980 werden LGC's als bestuursvorm afgeschaft, waarop de gemeente automatisch een community een uiteindelijk een townwerd.
In 1973 werd het Nationaal Park Gros Morne opgericht, wat zorgde voor een grote groei van de lokale toeristische sector en van de totale bevolkingsomvang.

## Geografie
De gemeente ligt in het zuidwesten van het Great Northern Peninsula aan de westkust van het eiland Newfoundland. Rocky Harbour ligt net ten noorden van de overgang van de Bonne Bay in de Saint Lawrencebaai. Ze is bereikbaar via provinciale route 430.
De gemeente vormt tezamen met zijn zuidelijke buurgemeente Norris Point een bewoonde enclave tussen enerzijds het centrale gedeelte van het Nationaal Park Gros Morne en anderzijds de zee. 

## Demografie
Demografisch gezien is Rocky Harbour, net zoals de meeste kleine dorpen op Newfoundland, aan het krimpen. Tussen 1986 en 2021 daalde de bevolkingsomvang van 1.268 naar 937. Dat komt neer op een daling van 331 inwoners (-26%) in 35 jaar tijd.
| Demografische ontwikkeling van Rocky Harbour tussen 1951 en 2021 |
| ---------------------------------------------------------------- |
|                                                                  |
| Bron: 1951–1986, 1991–1996, 2001–2006, 2011–2016, 2021           |

### Taal
In 2021 had 99% van de inwoners van Rocky Harbour het Engels als moedertaal; alle anderen waren die taal machtig. Hoewel niemand het Frans als moedertaal had, waren er 30 mensen die die andere Canadese landstaal konden spreken (3,2%). De meest gekende taal naast het Engels of Frans was het Spaans, dewelke tien mensen anno 2021 machtig waren.

## Fotogalerij

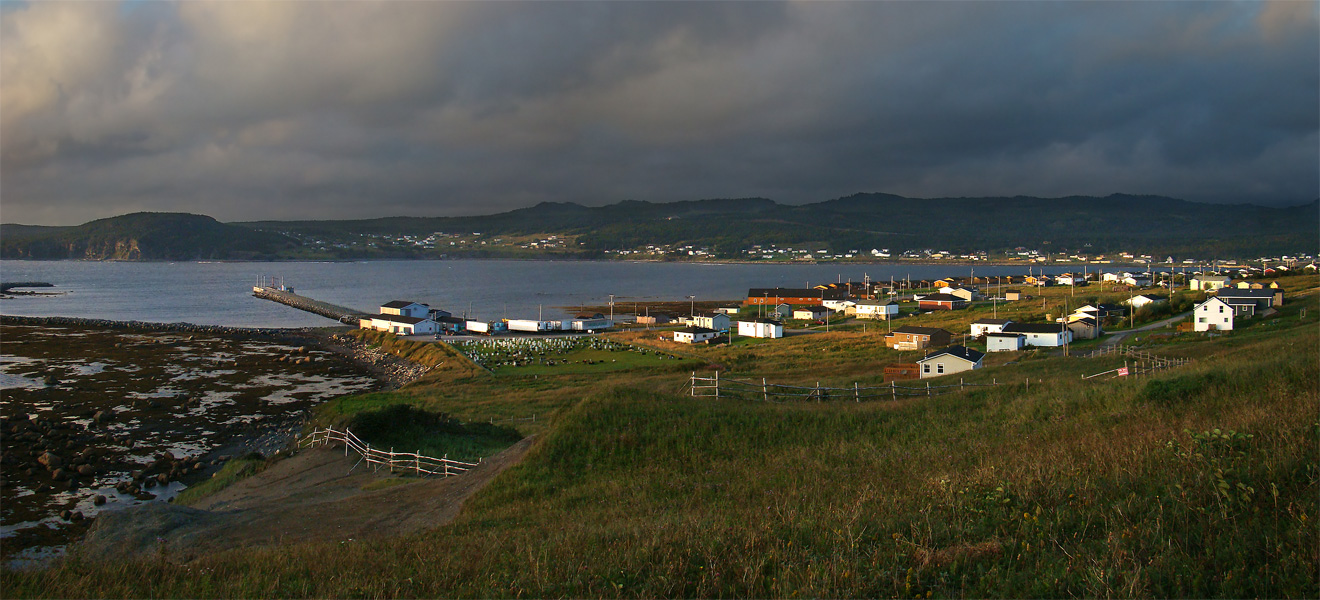
Rocky Harbour bij zonsondergang (2009)
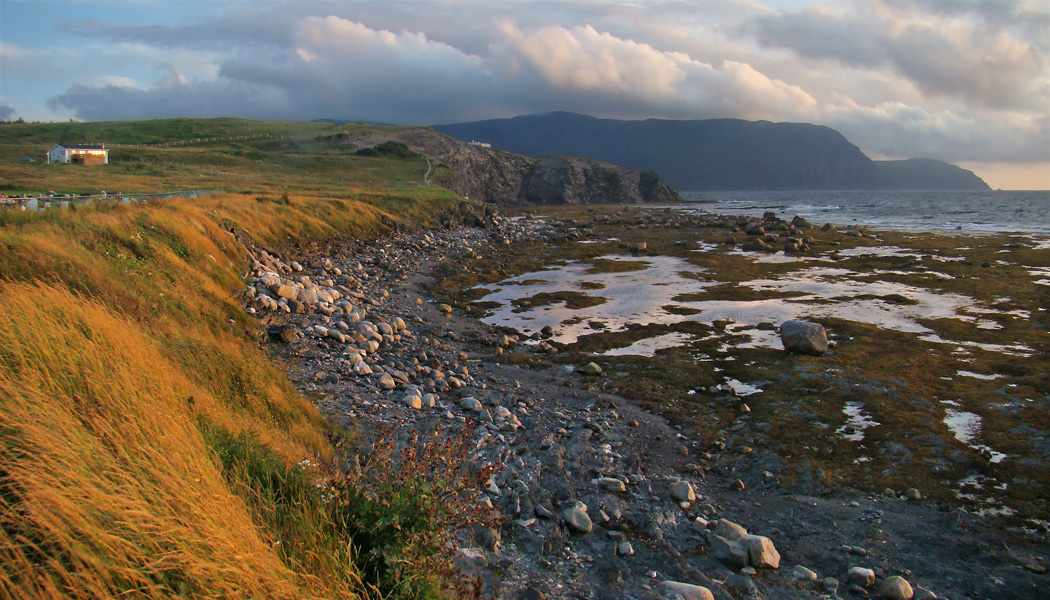
Rotsachtige kust aan de rand van Rocky Harbour
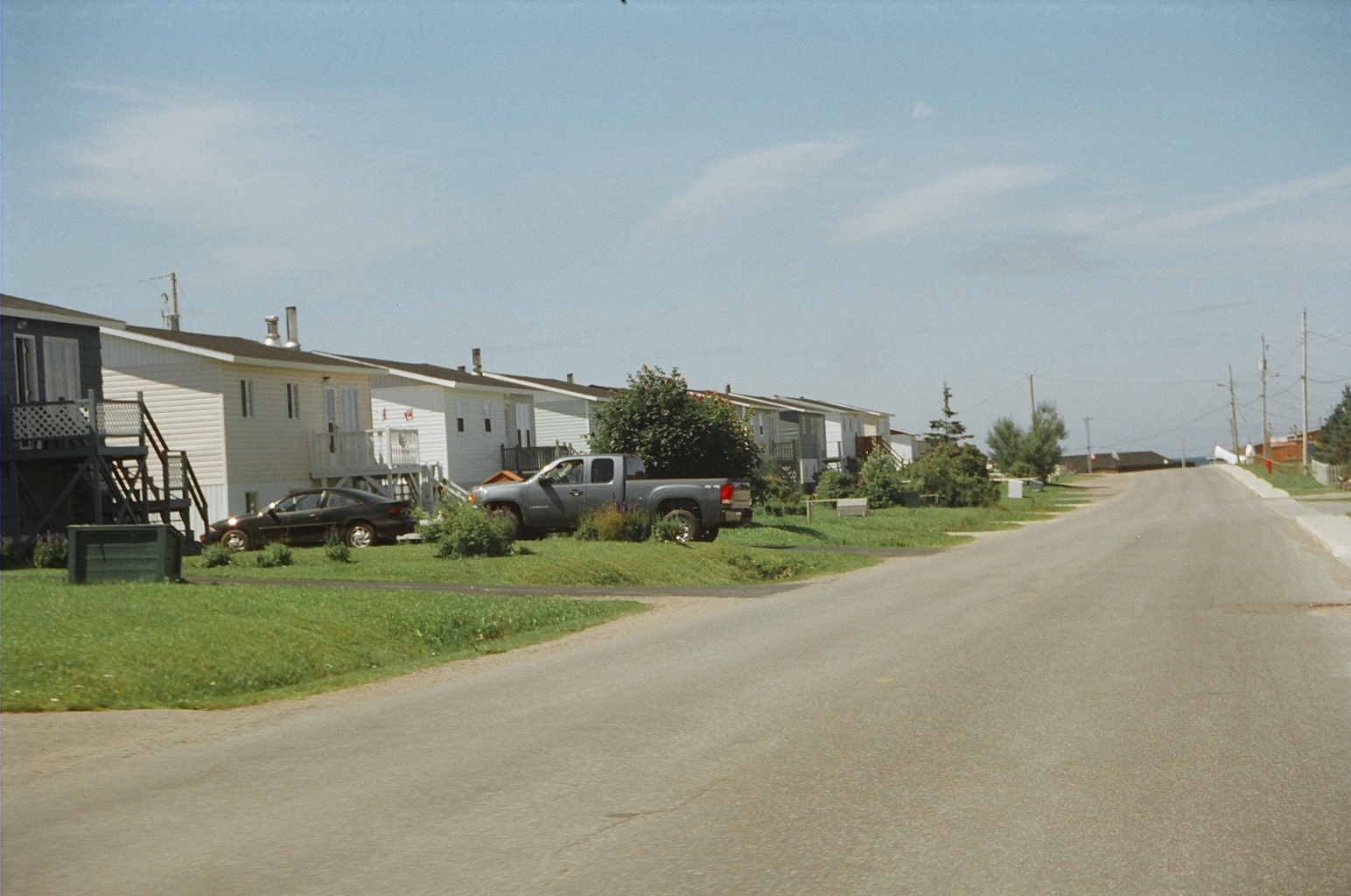
Een straat in een woonwijk
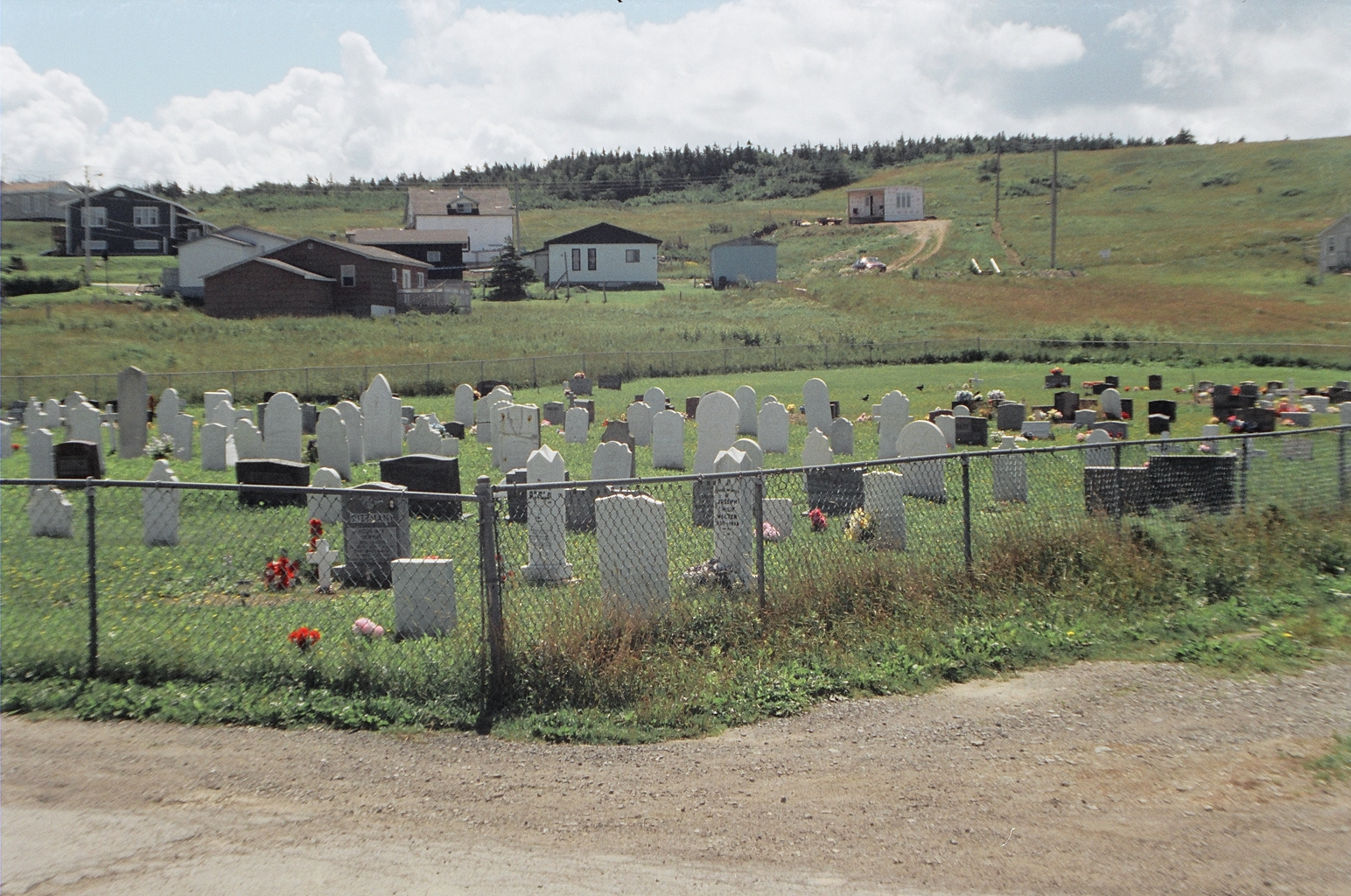
Gemeentelijke begraafplaats